# Дом Костёркина
Дом Костёркина — дом, в котором жила семья Ульяновых в 1875—1876 гг. Построен в середине XIX в. С 1974 года — объект культурного наследия федерального значения. Расположен в Ульяновске на улице Ленина, дом 92. В доме размещается Детская художественная школа.

## История
Здание представляет собой деревянный дом с антресольным этажом. Построено в середине XIX в. В 1860-е гг. домовладение принадлежало помещикам Бестужевым, затем — сыновьям поэта и участника Отечественной войны 1812 г. Д. В. Давыдова. В 1875 году дом покупает жена коллежского советника А. С. Костёркина. В этом же году дом перестраивается по проекту архитектора В. Горожанина. С лета 1875 г. по осень 1876 г. здесь жила семья Ульяновых. В 1900-х гг. владелицей усадьбы становится княгиня М. П. Баратаева.
С 1976 года в нём работает Детская художественная школа.

### Охранный статус
Постановлением Совета Министров РСФСР от 04.12.1974 г. № 624 "О дополнении и частичном изменении Постановления Совета Министров РСФСР от 30 августа 1960 г. № 1327 «О дальнейшем улучшении дела охраны памятников культуры в РСФСР», Дом Костёркина, в котором жила семья Ульяновых в 1875—1876 гг., получил статус объекта культурного наследия города Ульяновска федерального значения.
Приказом Минкультуры России от 23.07.2015 г. № 1152-р «О регистрации объекта культурного наследия федерального значения „Дом Костёркина, в котором жила семья Ульяновых в 1875—1876 гг.“ (Ульяновская область), в едином государственном реестре объектов культурного наследия (памятников истории и культуры) народов Российской Федерации», «Дом Костёркина, в котором жила семья Ульяновых в 1875—1876 гг.» зарегистрирован как объект культурного наследия федерального значения и ему присвоен регистрационный номер 731410062620006.

## Галерея

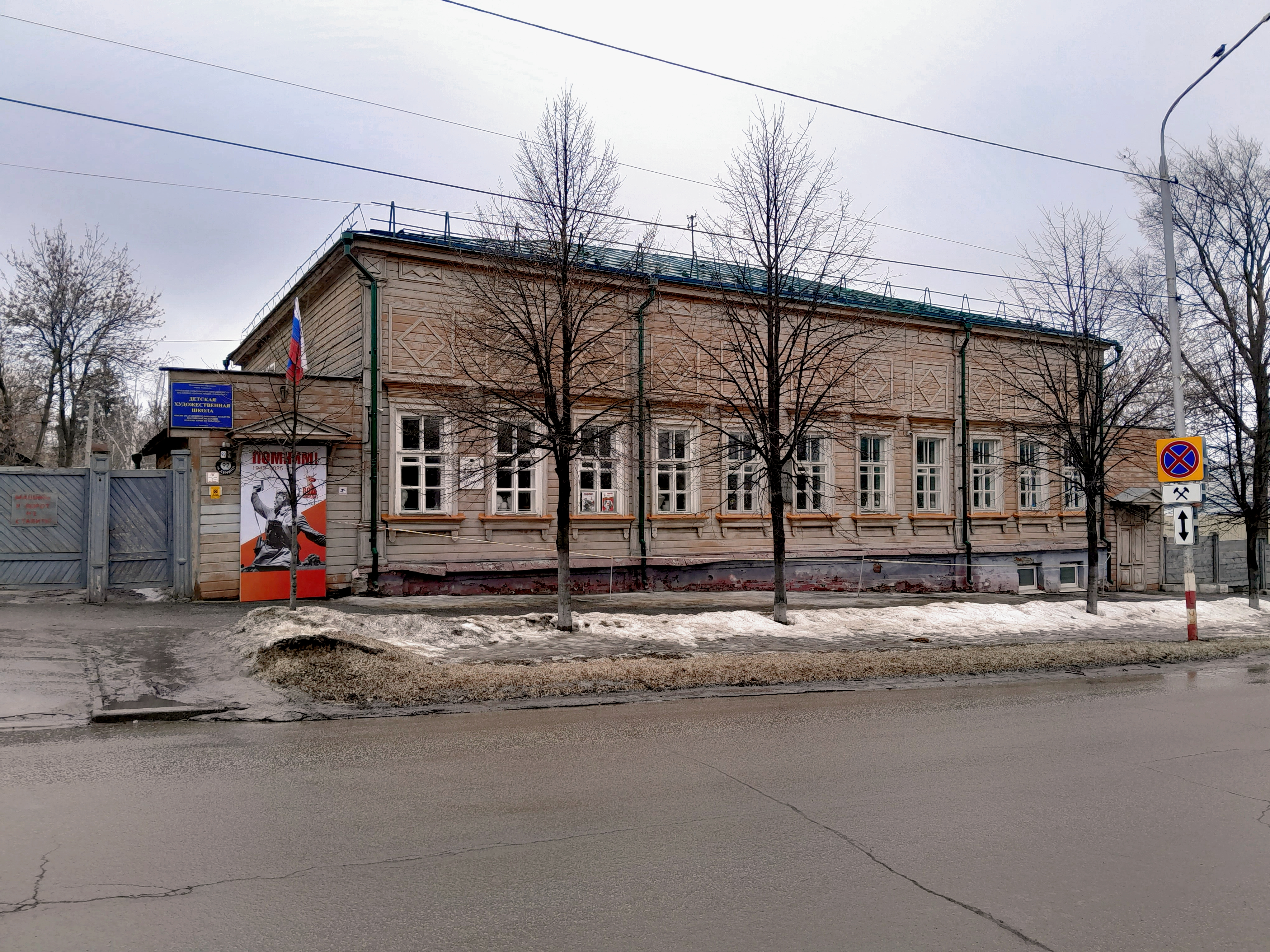
Дом Костёркина.
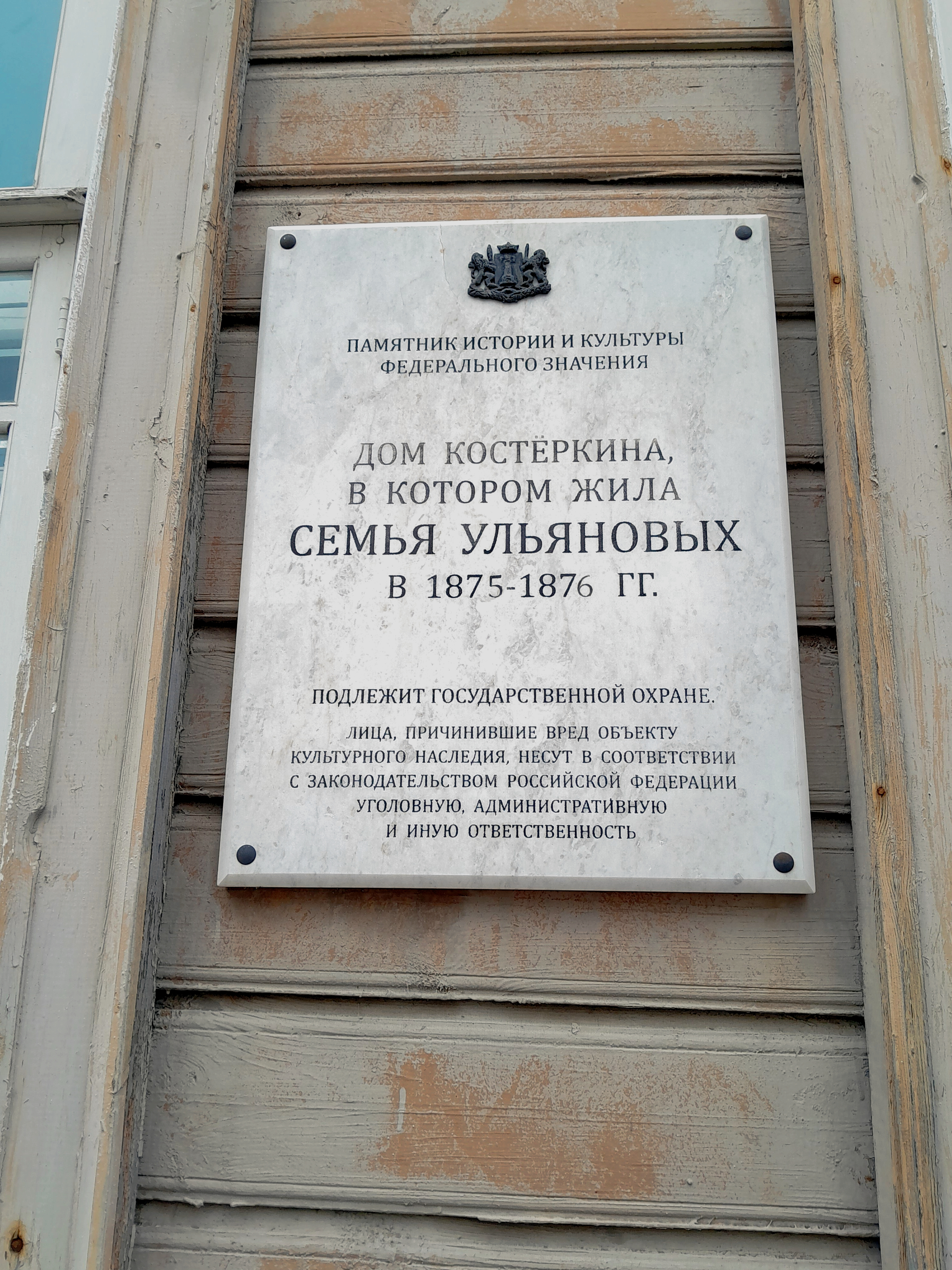
Мемориальная доска на доме Костёркина.
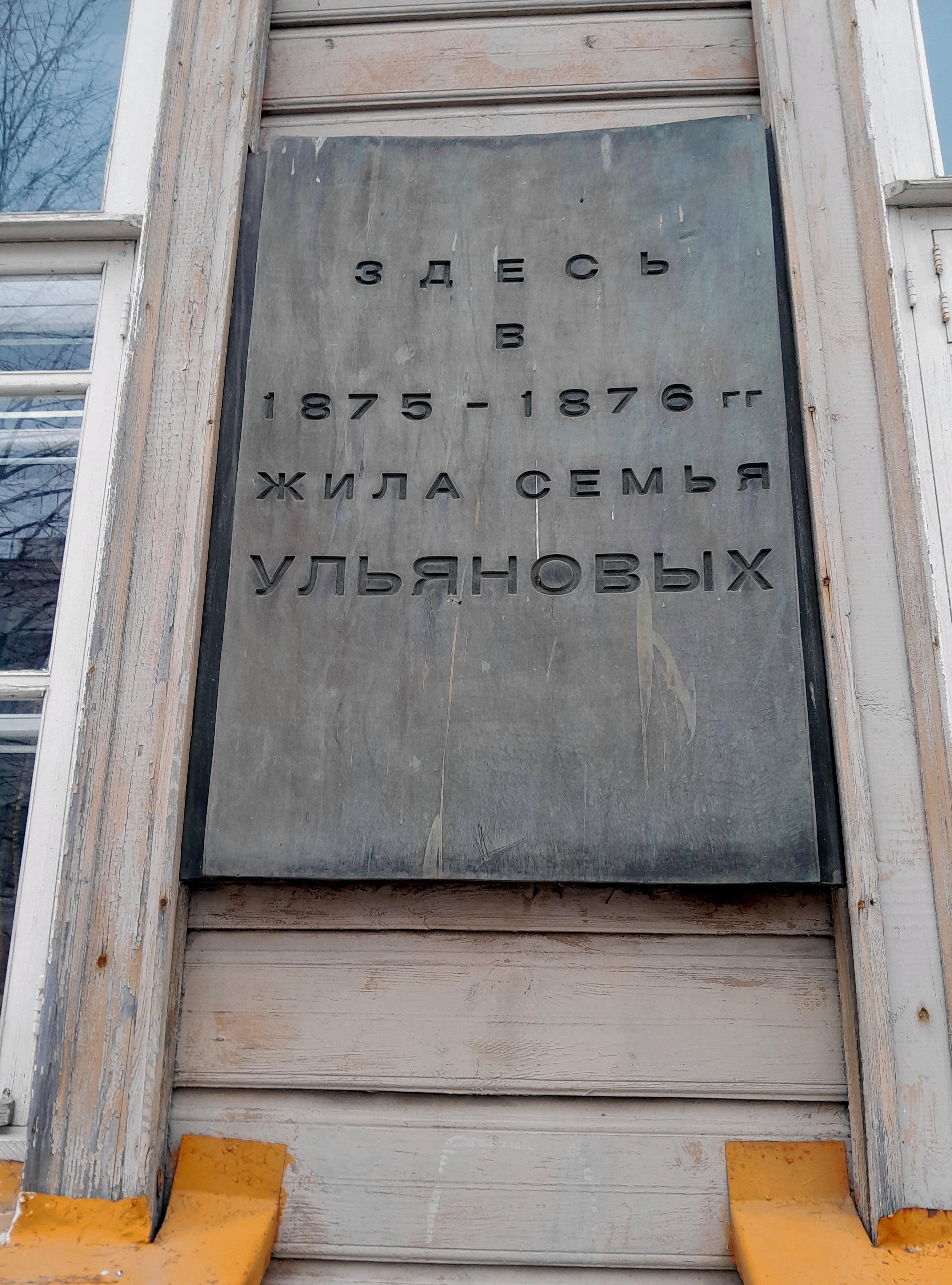
Мемориальная доска на доме Костёркина.
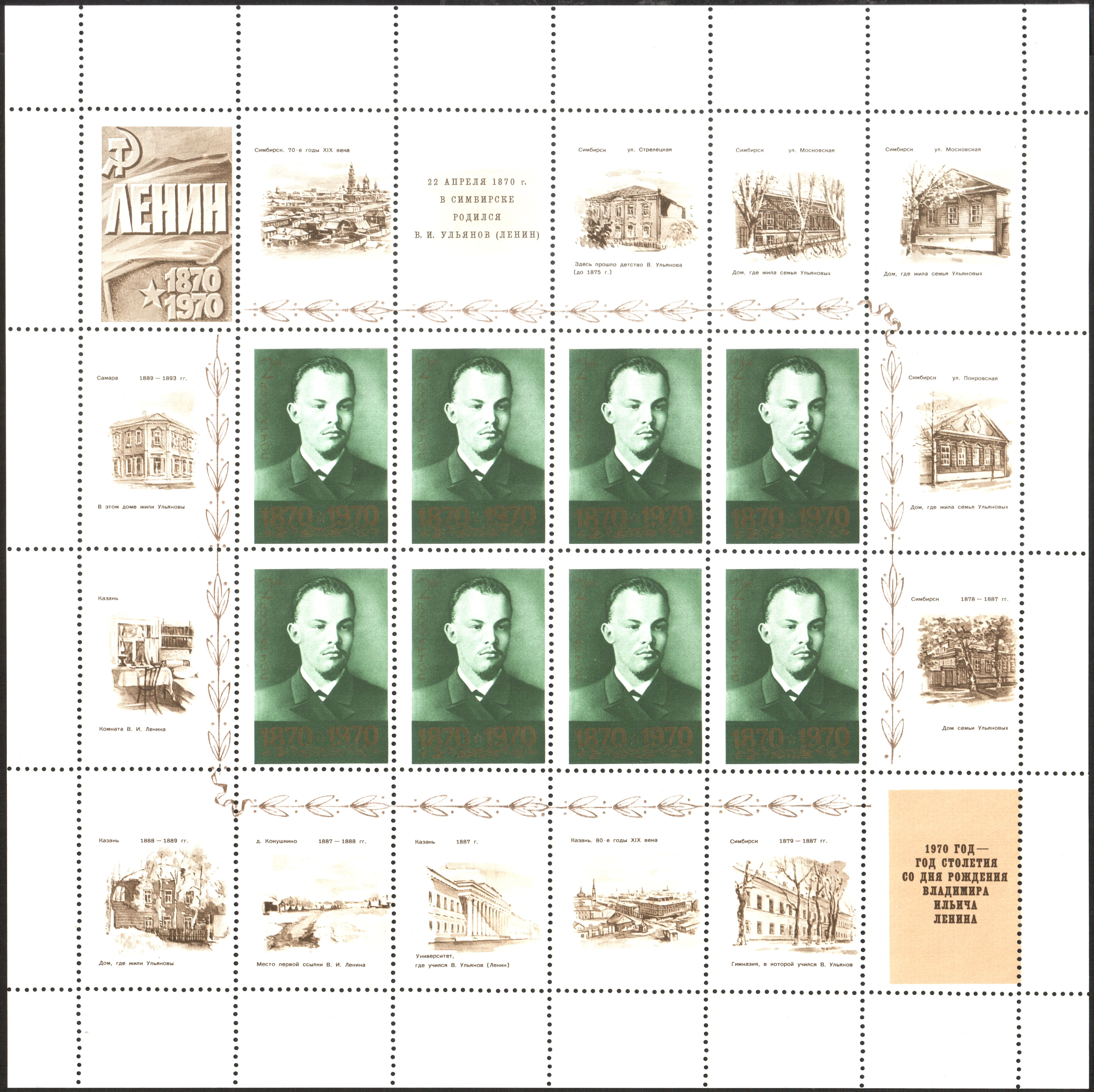
Малый лист. Почта СССР, 1970 г. На одном из купонов — Дом, где жила семья Ульяновых (Симбирск, ул. Московская).